# Robert D. Martin
Robert D. Martin (* 16. června 1942) je britský antropolog, zoolog, evoluční biolog a paleontolog, zabývající se zejména primáty. Své akademické vzdělání získal na Worchester College Oxfordské univerzity, kde nejprve roku 1964 získal titul B.A., roku 1967 Ph.D., obojí za svou práci v oboru zoologie, a později také titul D.Sc. V letech 1969–1986 přednášel antropologii na University College London s malou přestávkou v letech 1974–1978, kdy pracoval pro Wellcome Laboratories of Comparative Physiology při Zoological Society of London. V letech 1986–2001 pracoval pro Antropologický institut a muzeum v Curychu, kde mu v závěru jeho působení za jeho zásluhy udělili titul profesor emeritus. Od roku 2001 pracuje v The Field Museum v Chicagu.
Roku 1990 vydal knihu Primate Origins and Evolution a roku 1993 se podílel na vydání Cambridge Encyclopedia of Human Evolution.